# Sisyrinchium hasslerianum
Sisyrinchium hasslerianum är en irisväxtart som beskrevs av John Gilbert Baker. Sisyrinchium hasslerianum ingår i släktet gräsliljor, och familjen irisväxter. Inga underarter finns listade i Catalogue of Life.